# Oberösterreichische Landesausstellung
Die Oberösterreichische Landesausstellung, die Landesausstellung des Bundeslandes Oberösterreich, fand erstmals 1965 in St. Florian und Linz statt. Seit 1974 ist sie in jährlichem oder zweijährlichem, seit 2018/21 in dreijährigem Rhythmus regelmäßig Anziehungspunkt für zahlreiche Kunst- und Kulturinteressierte. Im Jahr 2004 fand die Landesausstellung erstmals gemeinsam mit dem deutschen Nachbarland Bayern, im Jahr 2013 mit dem tschechischen Nachbarland Südböhmen statt.
Im Februar 2022 wurde von Land Oberösterreich bekannt gegeben, dass die Landesausstellung eingestellt und durch die zwei Ausstellungsformate „communale oö“ und „OÖ KulturEXPO“ ersetzt wird. Die ursprünglich für 2024 geplante Landesausstellung in Eferding und Peuerbach wurde in den Jahren 2022 bzw. 2023 im neuen Format „communale oö“ durchgeführt.

## Liste der bisherigen Landesausstellungen
| Jahr | Ausstellungsthema                                                                 | Ausstellungsort: Ausstellungsgebäude |
| ---- | --------------------------------------------------------------------------------- | --- |
| 1965 | Die Kunst der Donauschule                                                         | St. Florian |
| 1974 | Die Bildhauerfamilie Schwanthaler                                                 | Reichersberg |
| 1975 | Margret Bilger                                                                    | Schlierbach |
| 1976 | Der oberösterreichische Bauernkrieg 1626                                          | Linz: Schlossmuseum, Scharnstein im Almtal: Schloss Scharnstein |
| 1976 | Der Hl. Wolfgang in Geschichte, Kunst und Kult                                    | Sankt Wolfgang im Salzkammergut |
| 1977 | 1200 Jahre Kremsmünster                                                           | Kremsmünster |
| 1979 | Die Bildhauerfamilie Zürn                                                         | Braunau am Inn |
| 1980 | Die Hallstattkultur – Frühform europäischer Einheit                               | Steyr: Schloss Lamberg |
| 1981 | Das Mondseeland – Geschichte und Kultur                                           | Mondsee: Kirche und ehemaliges Kloster Mondsee (Heimatmuseum Mondsee) |
| 1982 | Severin zwischen Römerzeit und Völkerwanderung                                    | Enns |
| 1983 | 1000 Jahre Oberösterreich                                                         | Wels: Burg zu Wels |
| 1984 | 900 Jahre Stift Reichersberg – Augustiner Chorherren zwischen Passau und Salzburg | Reichersberg: Stift Reichersberg am Inn |
| 1985 | Kirche in Oberösterreich – 200 Jahre Bistum Linz                                  | Garsten: Ehemaliges Benediktinerstift Garsten |
| 1986 | Welt des Barock                                                                   | St. Florian: Augustiner Chorherrenstift St. Florian |
| 1987 | Arbeit – Mensch – Maschine – Der Weg in die Industriegesellschaft                 | Steyr: Museum Industrielle Arbeitswelt |
| 1988 | Das Mühlviertel – Natur, Kultur, Leben                                            | Weinberg: Schloss Weinberg |
| 1989 | Die Botschaft der Graphik – Sechs Jahrhunderte gedruckte Kunst                    | Lambach: Benediktinerstift Lambach |
| 1990 | Mensch und Kosmos                                                                 | Linz: Schlossmuseum |
| 1992 | Die Bauern – Unser Leben, unsere Zukunft                                          | Schlägl |
| 1994 | Die Donau – Facetten eines europäischen Stromes                                   | Engelhartszell |
| 1996 | Vom Ruf zum Nachruf – Künstlerschicksale in Österreich/Anton Bruckner             | Mondsee: Schloss Mondsee (Künstlerschicksale), St. Florian: Stift St. Florian (Anton Bruckner) |
| 1998 | Land der Hämmer – Heimat Eisenwurzen                                              | Weyer (Leitausstellung) und weitere Ausstellungsorte (Bad Hall, Enns, Garsten, Großraming, Grünburg-Leonstein, Hinterstoder, Klaus, Laussa, Losenstein, Micheldorf, Molln, Roßleithen, St. Pankraz, Scharnstein, Sierning, Spital am Pyhrn, Steinbach a. d. Steyr, Steinbach am Ziehberg, Steyr-Grünburg, Steyr – Museum Industrielle Arbeitswelt, Industrieforum Steyr – Reithoffer-Werke, Steyr – BMW-Motorenwerk, Trattenbach, Weyer-Land, Weyer-Markt und Windischgarsten) |
| 2000 | Zeit – Mythos, Phantom, Realität                                                  | Wels |
| 2002 | feste feiern                                                                      | Waldhausen im Strudengau |
| 2004 | Grenzenlos – Geschichte der Menschen am Inn                                       | Rotthalmünster: Museum Kloster Asbach, Passau: Oberhausmuseum, Reichersberg: Stift Reichersberg, Schärding (Erste Bayrisch-Oberösterreichische Landesausstellung) |
| 2006 | Kohle und Dampf                                                                   | Ampflwang |
| 2008 | Salzkammergut                                                                     | Gmunden (Leitausstellung) und 13 weitere Ausstellungsorte (Laakirchen, Ohlsdorf, Altmünster, Traunkirchen, Ebensee, St. Wolfgang, Strobl, St. Gilgen, Bad Ischl, Bad Goisern, Gosau, Hallstatt und Obertraun) |
| 2009 | Mahlzeit                                                                          | Schlierbach: Stift Schlierbach |
| 2010 | Renaissance und Reformation                                                       | Schloss Parz bei Grieskirchen |
| 2012 | Verbündet, verfeindet, verschwägert – Bayern und Österreich                       | Braunau am Inn, Mattighofen, Burghausen (Zweite Bayrisch-Oberösterreichische Landesausstellung) |
| 2013 | Alte Spuren, Neue Wege                                                            | Freistadt, Bad Leonfelden, Český Krumlov (Krumau), Vyšší Brod (Hohenfurth) (Erste Tschechisch-Oberösterreichische Landesausstellung) |
| 2015 | hilfe. Lebensrisiken, Lebenschancen – Soziale Sicherung in Österreich             | Gallneukirchen (Landessonderausstellung) |
| 2016 | Mensch und Pferd                                                                  | Lambach, Stadl-Paura |
| 2018 | Die Rückkehr der Legion. Römisches Erbe in Oberösterreich                         | Museum Lauriacum und Basilika St. Laurenz in Enns, Kleinkastell Oberranna in Engelhartszell, Wels, Linz, Passau |
| 2021 | Arbeit – Wohlstand – Macht                                                        | Museum Arbeitswelt, Innerberger Stadel und Schloss Lamberg in Steyr |

### Landesausstellungen mit Wirtschaftsbezug
| Jahr | Ausstellung                                                                     | Ort/Region: Ausstellungsgebäude                              | Anmerkungen                                                                                   |
| ---- | ------------------------------------------------------------------------------- | ------------------------------------------------------------ | --------------------------------------------------------------------------------------------- |
| 1862 | Linzer Volksfest/Landesausstellung                                              | Linz                                                         | Erstes von der Stadtgemeinde abgehaltenes Linzer Volksfest.                                   |
| 1863 | Linzer Volksfest                                                                | Linz                                                         |                                                                                               |
| 1864 | Linzer Volksfest/Landesausstellung                                              | Linz: Volkshalle                                             |                                                                                               |
| 1873 | Landesausstellung im Rahmen der Wiener Weltausstellung                          | Wien                                                         |                                                                                               |
| 1883 | Landesausstellung                                                               | Linz: Volksfesthalle                                         | Die Veranstaltung 1883 wurde auch als erste oberösterreichische Landesausstellung bezeichnet. |
| 1887 | Linzer Volksfest/Landesausstellung                                              | Linz                                                         |                                                                                               |
| 1893 | Landesausstellung                                                               | Linz: Volksfesthalle                                         | Anlass: 50 Jahre Oberösterreichischer Gewerbeverein.                                          |
| 1898 | Oberösterreichische Landesausstellung für Industrie, Gewerbe und Landwirtschaft | Steyr: Bürgerschule sowie Industriepalast (Stadtplatz 20–22) | Die Veranstaltung sollte ursprünglich Jubiläumsausstellung heißen.                            |
| 1903 | Oberösterreichische Landesausstellung und Linzer Volksfest                      | Linz: Bauprovisorium auf dem Vorplatz des Südbahnhofs.       |                                                                                               |
| 1909 | Oberösterreichische Landesausstellung                                           | Linz                                                         | Erstmals wurde eine Ausstellung für Luftschiffahrt inkludiert.                                |
| 1927 | Linzer Volksfest                                                                | Linz                                                         |                                                                                               |